# Padang Manjoir
Padang Manjoir is een bestuurslaag in het regentschap Padang Lawas Utara van de provincie Noord-Sumatra, Indonesië. Padang Manjoir telt 356 inwoners (volkstelling 2010).